# Las razones de mis amigos
Las razones de mis amigos es una película española dirigida por Gerardo Herrero, basada en el libro escrito por Belén Gopegui.

## Argumento
Un grupo de treintañeros se va dando cuenta de que las ilusiones que tenían de jóvenes se van solapando a la comodidad de la sociedad.

## Premios
- Premio Especial del Jurado en el Festival de cine de Valladolid (2000)

- Datos: Q5971281